# Куснет, Эуженио
Куснет, Эуженио (имя при рождении: Евгений Шаманский-Кузнецов, 29 декабря 1898 г., Херсон, Российская империя — 29 августа 1975 г., Сан-Паулу, Бразилия) — бразильский актёр и режиссёр русского происхождения. Считается пропагандистом системы Станиславского в Бразилии и самым выдающимся актёром, использовавшим её на бразильской сцене.

## Биография
Эуженио Куснет родился в Херсоне (ныне Украина) в семье Николая Шаманского и Ольги Кузнецовой. Проучившись до 18 лет в политехнической гимназии, он поступил на службу в российскую армию. Сражался в Первой мировой войне, участвовал в революции. После победы большевиков он, находясь под сильным влиянием школы Станиславского, в течение семи лет работал с театром в странах Балтии (Латвия, Литва и Эстония). Столкнувшись с неблагоприятными перспективами своего профессионального развития в Советском Союзе, в 1926 году иммигрировал в Бразилию, где первоначально занимался коммерцией и мелким бизнесом. В 1930-х годах он начал интересоваться бразильским театром, но дебютировал только в 1951 году, играя и работая за кулисами в пьесе «Paiol Velho» Абилиу Перейра ди Алмейды.
С тех пор Эуженио Куснет участвовал во всём процессе эволюции бразильского театра и стал самым выдающимся актёром системы Станиславского в стране. В 1960-х и 70-х годах он воспитал целое поколение театральных актёров Бразилии. Он также принимал активное участие в представлениях Teatro Oficina и Teatro de Arena и написал две книги о посвящении в драматическое искусство и о методе бессознательного действия. В последние годы своей жизни он посвятил себя преподаванию в Школе драматического искусства Университета Сан-Паулу и в Фонде искусств Сан-Каэтану-ду-Сул, а также работал тренером актёрского состава в таких крупных шоу, как «Иисус Христос — суперзвезда».
Умер в 1975 году в Сан-Паулу, Бразилия.